# ラージャバサ山
ラージャバサ（尼: Gunung Rajabasa）は、スマトラ島の最南東地点とジャワ島の間にあるスンダ海峡付近に位置する標高1281mの孤立型円錐火山である。500×700mの頂上火口を有し、火口はよく原型をとどめ、底が沼地となっている。火山は植生に覆われている。噴火活動は火山の裾野と中腹で起こり、1863年4月と1892年5月に活動の活発化が報告されたが、最後の噴火時期は不明である。